# Stereostratum
Genre
Stereostratum est un genre de champignons de la famille des Pucciniaceae.

## Liste d'espèces
Selon Catalogue of Life (8 février 2019) et Index Fungorum (8 février 2019) :
- Stereostratum corticioides (Berk. & Broome) H. Magn. 1899